# Две главы из семейной хроники
«Две главы из семейной хроники» — советский фильм 1982 года режиссёра Дмитрия Барщевского.

## Сюжет
Журналист из Германии едет в СССР. Здесь в 1922 году был его отец, тогда он встретил, полюбил и навсегда потерял русскую переводчицу. Сын собирается проехать по маршруту отца, найти постаревшую возлюбленную отца и снять фильм о стране, с которой связано так много для их семьи.

## В ролях
- Наталия Белохвостикова — Ирина Благоволина
- Альберт Филозов — Рудольф Доманн, журналист, сын Манфреда
- Борис Плотников — Манфред Доманн в молодости
- Бруно Фрейндлих — Манфред Доманн в старости
- Родион Нахапетов — Джон Гаммер (аллюзия на Арманда Хаммера) в молодости
- Марк Прудкин — Джон Гаммер в старости
- Александр Сафронов — Владимир Данилов в молодости
- Вацлав Дворжецкий — Владимир Данилов в старости
- Вайва Майнелите — Линда, жена Рудольфа Доманна
- Сайрам Исаева — Сайрам
- Константин Михайлов — сосед Ирины
- Эрнст Романов — М. И. Калинин
- Александр Вокач — Мартенс
- Константин Махарадзе — комментатор футбольного матча
- Рустам Сагдуллаев — Рустам, комсомолец
- Елена Михайлова — Нина
- Елизавета Никищихина — женщина с ребёнком на проходе немецких военнопленных
- Софья Павлова — Надя, монтажёр
- Вероника Изотова — звукорежиссёр
- Александра Турган — Грета, секретарь главы телеканала
- Норберт Кухинке — иностранный журналист
- Дирк Загер — иностранный журналист
- Глеб Плаксин — иностранный журналист
- Леонид Ярмольник — Ганс Веллер, репортёр
- Лаймонас Норейка — Кляйн, глава телеканала
- Алексей Булатов — оператор
- Павел Махотин — встречающий
- Антон Барщевский — сын Доманна
- Дарья Виолина — дочь Доманна